# ماکس گرینفیلد
ماکس گرینفیلد (انگلیسی: Max Greenfield؛ زادهٔ ۴ سپتامبر ۱۹۸۰) یک هنرپیشه اهل ایالات متحده آمریکا است. وی از سال ۲۰۰۰ میلادی تاکنون مشغول فعالیت بوده‌است.
از فیلم‌های معروف او می‌توان به بازی در فیلم ورونیکا مارس، رکود بزرگ، آن‌ها باهم آمدند، رفتار بی‌‌فایده و احمقانه و سلام، اسم من دوریس است و من اینجا نیستم اشاره کرد.